# あともどりできない
あともどりできない はバンドマン育成企画『THOGOガチンコバンドクラブ~取材の自由~』内にて結成された2期生バンドである。

## 経歴
2020年8月に始まった1期生オーディションの最中、突如追加募集をかけられた『メンヘラ解禁』の文字。そこに集った者達こそが2期生で、後のあともどりできないである。
2021年3月15日、ガチンコバンドクラブ2期生募集（現在は終了）。
2021年5月2日、公開ミーティングにて2期生の顔見せ。集まったのは樹カズ、SG、はしぴ、辻村はるな の4名であり、この日から辻村はるなの遅刻は始まっていた。また、この際本来であれば平成スライムのボーカルとして起用される筈であったKouzyがツイキャス越しに2期生のプロデューサーを任命された。
2021年6月20日、1期生VS2期生ライブ開催。ここで追加メンバーとしてももちゃん、アキバウリも参戦し、1期生バンド『にゃんバラファイターズ』のナナチャンチン『なんちゃら診療所』のまゆむめも、ガッチャン『汚れなきティッシュ』からつむごき、風間寛治 らから、挑戦状という名の授業を受け（※『ぺぺ一番』の織田ドリルは体調不良により欠席）、最後に担任教師であるKouzyから直々に指導を受け、MVPを決めて終了かと思われたが、THOGOからまさかの提案がされる。クラウドファンディングで7月11日までに2期生応援コースを30枚中20枚以上売る事ができたら、2021年11月14日発売の『バンド秘宝館』に1曲参加できる権利、レコ発ライブに参加できる権利が与えられるとの宣言。1期生は顔を曇らせたが、2期生にとってはまたとないチャンスを手に入れる事ができた。また、この日にアキバウリがしつこく繰り返し歌っていた『あともどりできない唄』が元になり、2期生バンド『あともどりできない』が誕生した。
2021年7月12日、2期生応援コース30枚を全て完売し正式にバンドとして認められ、この日からプロデューサーとしてKouzyが着任する事となり本格的に始動した。鬼教官が入ってからのミーティングは熾烈を極めていて、夜の21時から翌朝9時までグループ通話でミーティングをするのはザラであった。『2期生は学校なんだからタメ口以外は許さない』『バンドは仲間だ音楽は曲とメンバーを愛する事が大切だ。このバンドで心中しようぜ』とはG.T.Kouzy（「グレート・ティーチャー・コージー」の略）の2期生への熱い教えである。
2021年9月7日、『あともどりできない』のオリジナル曲『＠modoridekinai』のレコーディング。そんな中、リーダーのアキバウリが緊張のあまり全てを忘れる。そんなアキバウリを励ますG.T.Kouzy。ソンガーの辻村はるなが歌詞カードを見ながら歌っていたところ、持っていた歌詞カードをG.T.Kouzyに破られ鼓舞される一面もあった。曲者揃いの2期生はレコーディング1つとっても一筋縄ではいかないのだ。
2021年11月10日、Amazonや全国タワーレコードにてガチンコバンドクラブのオムニバスCD『バンド秘宝館』がリリースされる。
2021年11月14日、池袋LIVE INN ROSAにて、レコ発ライブのオープニングアクトを務めあげ盛り上げる。また『バンド秘宝館』がオリコン16位を獲得した。
2021年12月6日、東京中日スポーツ新聞にてガチンコバンドクラブが取り上げられる。2期生からはリーダーのアキバウリが参戦した。
2021年12月19日、カラオケ店JOYSOUNDにて自身らのオリジナル曲楽曲『＠modoridekinai』が本人映像MV入り、スタンダード2種で配信開始。
2022年1月15日、下北沢BREATHにて行われた『イカ天VSガチバン ~バンド秘宝館カラオケバトル~』では個人戦が繰り広げられた中、イツキカズが暫定合格者の1人を勝ち取った。
2022年1月29日、タワーレコード渋谷店 にて行われた『バンド秘宝館』リリースイベントにてまさかの全バンド解体宣言。フルメンバーでの『汚れなきR＆R』の合唱後、サイン特典会は盛況に終わった。翌30日に東京中日スポーツ新聞の芸能欄でイベントが取り上げられ、『あともどりできない』のメンバーを筆頭に辻村はるながメインの写真が掲載された。
2022年3月5日、テレビ大阪『それいけ電波塔』で『＠modoridekinai/あともどりできない』がタイアップ（～3月26日）。
2022年3月6日、ガチンコバンドクラブ最終個人面談にて、2期生『あともどりできない』からは全メンバーが継続する意志を示した。
2022年3月12日、大阪に修学旅行。ドン・キホーテ梅田店の特設ステージでアコースティックライブ。この日のライブが2期生バンド『あともどりできない』の実質解散ライブとなった。
2022年4月5日、ガチンコバンドクラブ公開ミーティングにて全てがひとつのバンドになり、あともどりできなかった2期生達は卒業ではなく、みんなでの進級を選んだのだった。